# Falklandius
Falklandius  (лат.) — род мелких жуков-слоников (долгоносиков) из подсемейства Cyclominae (Listroderini). Встречаются в Субантарктическом регионе: южная Аргентина, юг Чили, Фолклендские острова. Длина 1,9—6,1 мм. Глаза мелкие, булава усиков сплющенная. Рострум короткий (короче, чем пронотум). Пронотум субокруглый, скутеллюм видимый. Питаются растениями следующих видов:Болотник (Callitriche sp., Callitrichaceae), Myrteola nummularia (Миртовые), Нотофагус антарктический (Nothofagus antarctica, Nothofagaceae) и Poa fabellata (Злаки).
- Falklandius brachyomma Enderlein, 1907
- Falklandius dissimilis Hustache, 1938
- Falklandius granulatus Hustache 1938
- Falklandius inaequalis Champion, 1918
- Falklandius inaequalis Champion, G.C., 1918
- Falklandius suffodens Enderlein, 1907
- Falklandius turbificatus  Enderl., 1907